# Sabine Jainski

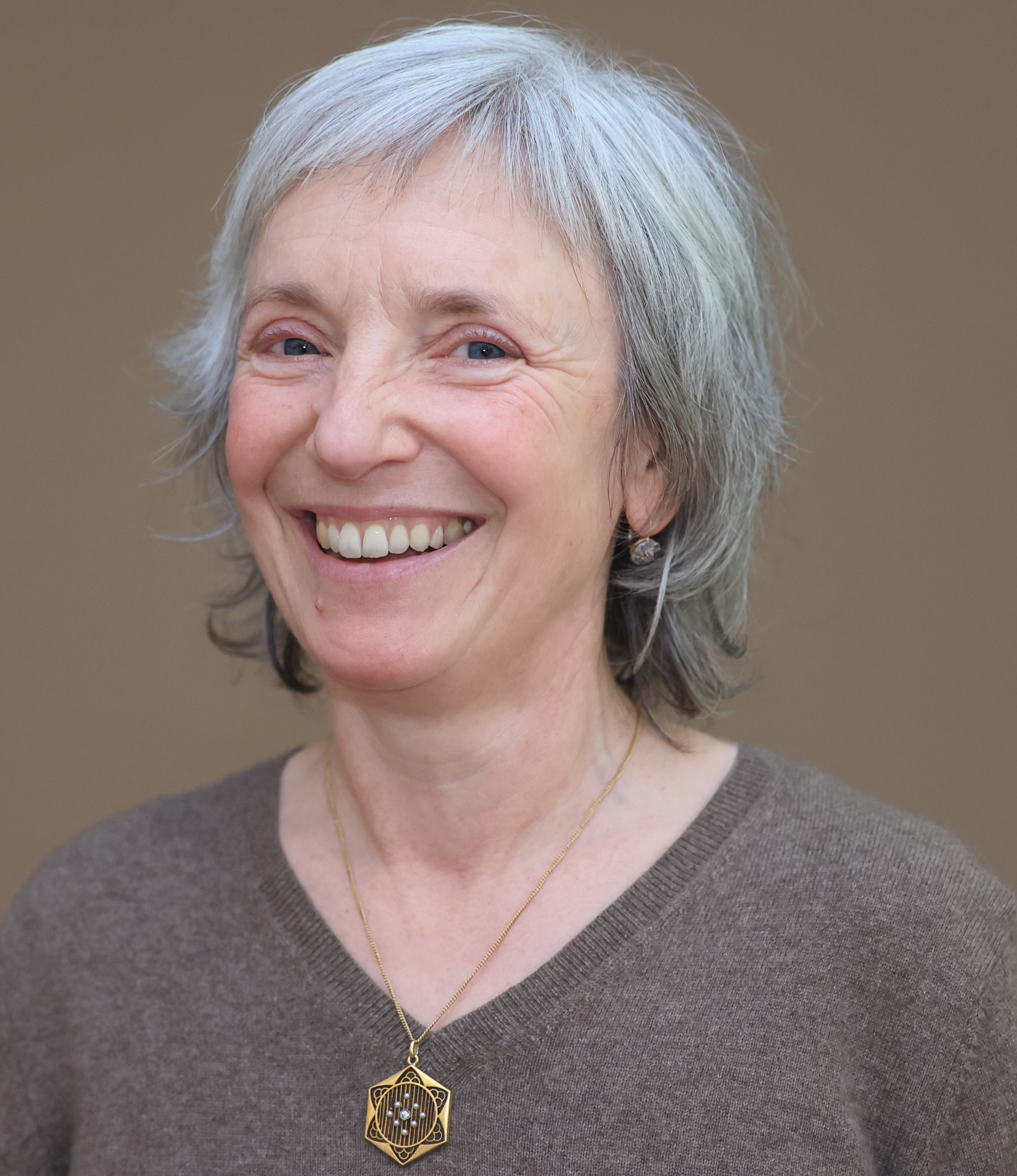
Sabine Jainski, 2023

Sabine Jainski (* 1968 in Köln) ist eine deutsche Filmemacherin, Journalistin und Übersetzerin.

## Leben
Sabine Jainski studierte Komparatistik, Germanistik und Philosophie an der Universität Bonn, der Freien Universität Berlin und der Universität Paris VIII.
Seit 1994 arbeitet sie als Übersetzerin aus dem Englischen und Französischen ins Deutsche und seit 1996 als freie Filmemacherin, zunächst für das arte-Kulturmagazin Metropolis. Seit 1998 realisiert sie Dokumentationen für ARD, ZDF, ARTE und 3sat, meist gemeinsam mit der Produzentin Ilona Kalmbach von der competent filmproduktion. Seit 2008 fertigt sie Übersetzungen für die deutsche Ausgabe der Monatszeitung Le Monde diplomatique.
Gemeinsam mit Ilona Kalmbach gewann sie den Juliane-Bartel-Preis 2011 für die arte-Dokumentation Seyran Ates – Mein Leben und 2014 den Deutsch-Französischen Journalistenpreis in der Kategorie Video für Superfrauen gesucht. Im Spagat zwischen Arbeit, Kindern und Pflege der Eltern (arte/WDR 2012).
Jainski ist seit 2006 Mitglied im Journalistinnenbund e. V.

## Filme
- 2002: Narben fürs Leben – Wenn Kinder sich verbrennen, 45 min., WDR (Menschen hautnah)
- 2002: Robert Atzorn und der liebe Gott / Pfarrer, Lehrer, Kommissar: TV-Star Robert Atzorn, 30 und 45 min., NDR, mit Ilona Kalmbach
- 2004: Rollen-Wechsel – Die neuen Heldinnen über 50, 30 min., arte/WDR, mit Ilona Kalmbach
- 2004: Im Wechsel der Jahre – Eine Kulturgeschichte des Klimakteriums, 45 min., arte/WDR, mit Ilona Kalmbach
- 2004: Der Selbsterfinder – Dieter Pfaff, 30 min., ARD/WDR, mit Ilona Kalmbach
- 2005: Der Kinosaurier – Dieter Kosslick, 30 min., RBB/DW, mit Ilona Kalmbach[4]
- 2005: Beate Klarsfeld – Aus Liebe zur Gerechtigkeit, 45 min., arte/WDR, mit Ilona Kalmbach[5]
- 2006: Simone Veil – Mein Leben, 45 min., arte/ZDF, mit Ilona Kalmbach[6]
- 2006: Stoff für große Träume – Nino Cerruti, 45 min., arte/NDR, mit Ilona Kalmbach[7]
- 2007: Irene Khan – Mein Leben, 45 min., arte/ZDF, mit Ilona Kalmbach
- 2008: Claudie Haigneré – Mein Leben, 45 min., arte/ZDF, mit Ilona Kalmbach
- 2008: Die 434 oder das Geheimnis des Bunkers, 45 min., ZDF/3sat, 8. Teil der Reihe Jahrhundertprojekt Museumsinsel, mit Carola Wedel und Friedrich Scherer[8][9][10]
- 2009: Mit dem „Boot“ nach Hollywood – Wolfgang Petersen, 45 min., arte/NDR, mit Ilona Kalmbach[11][12][13]
- 2009: Rupert Neudeck – Der radikale Samariter, 45 min., arte/NDR, mit Ilona Kalmbach[14]
- 2010: Seyran Ates – Mein Leben, 45 min., arte/ZDF, mit Ilona Kalmbach[15]
- 2010: Shirin Ebadi – Mein Leben, 45 min., arte/ZDF, mit Ilona Kalmbach[16]
- 2011: Bedingungslos glücklich? Freiheit und Grundeinkommen, 45 min., 3sat, mit Ilona Kalmbach[17][18]
- 2012: Nassys Träume. Eine Jugend in Ruanda, 45 min., arte/ZDF, mit Ilona Kalmbach
- 2012: Superfrauen gesucht. Im Spagat zwischen Arbeit, Kindern und Pflege der Eltern, 52 min., arte/WDR[19], mit Ilona Kalmbach
- 2013: Abschied von Oma, 52 min., arte/NDR[20][21]
- 2013: Wem gehört die Welt? Wachstum durch Teilen, 45 min., 3sat, mit Ilona Kalmbach und Jürgen Bischoff[22]
- 2013: Mit Gospel aus dem Ghetto, 45 min., arte/ZDF, mit Ilona Kalmbach[23]
- 2015: Das Beste kommt noch, 3-teilige Reihe, je 52 min., arte/WDR/SR[24], mit Ilona Kalmbach

1. Ruhestand? Nein danke![25]
2. Wohnst du schon?
3. Liebe und andere Kleinigkeiten[26]

- 2016: Humor und Muslime, 52 min., arte/ZDF, mit Frank Eggers und Faruk Hosseini[27][28]
- 2017: makro: Ehebonus vor dem Aus?, 30 min., 3sat, mit Ilona Kalmbach, zum Ehegattensplitting[29][30]
- 2018: Rebellisch oder unpolitisch? Protestgeneration 2018, 52 min, arte/WDR, mit Ilona Kalmbach[31][32][33]
- 2018: Re: Frischer Wind in Créteil. Bürger machen Politik, 30 min., arte/WDR, mit Ilona Kalmbach[34]
- 2018: Re: Der große Frauenstreik. Junge Spanierinnen machen Politik, 30 min., arte/WDR, mit Ilona Kalmbach[35]
- 2018: Die Freiheitskämpfe der Frauen. 100 Jahre Frauenwahlrecht, 45 min, 3sat, mit Ilona Kalmbach[36][37][38][39]
- 2018: Peace Through Justice. The Legacy of Thomas Buergenthal, 45 min., Internationale Akademie Nürnberger Prinzipien, mit Ilona Kalmbach[40]
- 2019: Generationen-Wende. Neue Geschichten aus Ostdeutschland, 45 min., ZDF/3sat, mit Ilona Kalmbach[41][42]
- 2021: Sophie Scholl – Das Gesicht des besseren Deutschlands, 37 min., 3sat, mit Ilona Kalmbach[43]
- 2022: Leistung zum Nulltarif? Vom Wert der Sorge für andere, 45 min., 3sat/ZDF info, mit Ilona Kalmbach[44]
- 2022: Asta Nielsen – Europas erste Filmikone, 53 min., NDR

## Übersetzungen
- mit Martina Dervis: Gay Robins: Frauenleben im Alten Ägypten. C.H. Beck Verlag 1996, ISBN 978-3-406-40411-5.
- Artikel in: Atlas der Globalisierung. Le Monde diplomatique 2006, 2007, 2009, 2011.

## Übersetzungen von Katalogessays (mit Martina Dervis)
- Katharina Erpprecht (Hrsg.): Kannon – Göttliches Mitgefühl, Museum Rietberg 2007, ISBN 978-3-907077-29-0
- Lorenz Homberger, Kamerun – Kunst der Könige, Museum Rietberg 2008, ISBN 978-3-907077-35-1
- Johannes Beltz, Shiva Nataraja – Der kosmische Tänzer, Museum Rietberg 2008, ISBN 978-3-907077-38-2
- Felipe Solis, Teotihuacan – Geheimnisvolle Pyramidenstadt, Somogy 2009, ISBN 978-2-7572-0296-8
- Annemarie Jordan Gschwend, Elfenbeine aus Ceylon – Luxusgüter für Katharina von Habsburg, Museum Rietberg 2010, ISBN 978-3-907077-49-8
- Dorothea Arnold, Falken, Katzen, Krokodile – Tiere im Alten Ägypten, Museum Rietberg 2010, ISBN 978-3-907077-47-4
- Beat Wismer, Odile Delenda, Mar Borobia (Hrsg.): Zurbarán[45], Museum Kunstpalast / Hirmer Verlag 2015, ISBN 978-3-7774-2418-7
- Wim Wenders, 4 Real & True 2!, Schirmer/Mosel Verlag 2015, ISBN 978-3-8296-0696-7
- Goethe-Institut (Hrsg.): European Angst[46], Frohmann Verlag 2017, ISBN 978-3-944195-94-0

## Preise und Auszeichnungen
- Juliane-Bartel-Preis 2011 für Seyran Ates – Mein Leben[2]
- Deutsch-Französischer Journalistenpreis 2014 für Superfrauen gesucht. Im Spagat zwischen Arbeit, Kindern und Pflege der Eltern
- Nominierung für den Juliane-Bartel-Preis 2017 für makro: Ehebonus vor dem Aus?[47]
- Nominierung für den Juliane-Bartel-Preis 2018 für Re: Der große Frauenstreik. Junge Spanierinnen machen Politik[48]